# Озерки (Новосибірська область)
Озерки (рос. Озерки) — селище в Іскітимському районі Новосибірської області Російської Федерації.
Входить до складу муніципального утворення Бистровська сільрада. Населення становить 113 осіб (2010).

## Історія
Згідно із законом від 2 червня 2004 року органом місцевого самоврядування є Бистровська сільрада.

## Населення
| 2002 | 2007 | 2010 |
| ---- | ---- | ---- |
| 174  | ↗248 | ↘113 |